# Рудник Хангет-ель-Мухад
Рудник Хангет-ель-Мухад (Khanguet El Mouhad) – колишнє гірничодобувне підприємство на північному сході Алжиру.
Ще в 1907 році геологорозвідувальні роботи, проведені Companie de Mokta el-Hadid, показали наявність на Хангет-ель-Мухад запасів високоякісної руди. В межах дослідної розробки, яка почалась в 1917 році, вилучили 11 тисяч тон руди, проте подальший розвиток проекту загальмував через відсутність залізниці для вивозу продукції.
В середині 1950-х на тлі вичерпання запасів рудника Бені-Саф Companie de Mokta el-Hadid знову звернулась до проекту розробки Хангет-ель-Мухад, для чого створила Société des mines de fer du Khanguet-El-Mouhad, в якій 49% участі отримала Société des Phosphates de Constantine (вела у тому ж регіоні розробку фосфатів в копальні Джебель-Куїф). Проектну потужність рудника із відкритим способом розробки визначили як 250 тисяч тон на рік, а вивіз продукції мав відбуватись через порт Бон (наразі Аннаба), для чого нарешті проклали залізничну гілку.
Роботи на Хангет-ель-Мухад почались у другій половині 1958-го і вже за перші три квартали 1959-го звідси відправили 86 тисяч тон руди.
Після надбання Алжиром незалежності рудник був націоналізований в 1966 році та потрапив під контроль корпорації SONAREM.
Хоча руда Хангет-ель-Мухад мала 52% заліза, проте вона також містила від 0,2% до 1,6% міді та не відповідала стандартним ринковим умовам. Як наслідок, лише запуск в 1969-му першої доменної печі на майданчику алжирського металургійного комбінату в Ель-Хаджарі дозволив продовжити експлуатацію рудника з огляду на бажання дати роботу гірникам Ель-Куїфу (де вже зупинили фосфатну копальню). На цей час видобуток з Хангет-ель-Мухад становив 92 тисячі тон, а залишкові запаси оцінювались у менш ніж 1 млн тон.